# Herbert Schumann
Herbert Schumann (* 6. August 1935 in Coburg; † 12. Januar 2010 in Berlin) war ein deutscher Chemiker, der sich vor allem mit metallorganischen Verbindungen befasst hat. Schumann war lange Zeit Professor für Anorganische Chemie an der TU Berlin.

## Leben
Herbert Schumann studierte von 1954 bis 1962 Chemie an der LMU München und wurde im Jahr 1962 dort mit einer Arbeit über „Spaltungsreaktionen metallorganischer Verbindungen mit Schwefel, Selen und Tellur“ bei Max Schmidt promoviert. Während seines Studiums wurde er im Wintersemester 1954/55 Mitglied der Münchener Burschenschaft Cimbria.
Danach ging er als Wissenschaftlicher Assistent an die Universität Marburg und ab 1965 an die Universität Würzburg. Er habilitierte sich im Jahr 1967 in Würzburg für das Fach Anorganische Chemie und war dort bis 1970 dort Universitätsdozent. Im Jahr 1970 wurde er auf den Lehrstuhl III für Anorganische Chemie an die TU Berlin berufen, wo er bis zu seiner Emeritierung lehrte. Im Jahr 1980 lehnte er einen Ruf an die Universität Dortmund ab. Im Jahr 2003 wurde er an der TU Berlin emeritiert, eine Zeitlang, bis in die erste Hälfte 2004, vertrat er seinen Lehrstuhl bis zur Wiederbesetzung.
Schumann bearbeitete zahlreiche Bände von Gmelins Handbuch der anorganischen Chemie, vor allem über zinnorganische Verbindungen.
Wolf-Walther du Mont – Professor für Anorganische Chemie an der TU Braunschweig – ist ein akademischer Schüler von Herbert Schumann.

## Veröffentlichungen (Auswahl)
- Herbert Schumann, Max Schmidt: Neue Reaktionsprodukte metallorganischer Verbindungen mit Schwefel, Selen, Tellur und Phosphor, Angewandte Chemie, Volume 77, Issue 23, S. 1049–1055, 7. Dezember 1965, doi:10.1002/ange.19650772302
- Herbert Schumann: Organolanthanoid-Verbindungen, Angewandte Chemie Volume 96, Issue 7, S. 475–493, Juli 1984, doi:10.1002/ange.19840960706
- Herbert Schumann, Wolfgang Genthe: Metallorganische Verbindungen der Lanthanoide: XI. Dicyclopentadienyllutetiumhydrid, doi:10.1016/S0022-328X(00)82959-9
- Herbert Schumann, Alexander Lentz, Roman Weimann, Joachim Pickhardt: Decaphenylferrocen und Decaphenylferroceniumtetrafluoroborat, Angewandte Chemie Volume 106, Issue 17, S. 1827–1829, 2. September 1994, doi:10.1002/ange.19941061715
- Herbert Schumann, Bernd Pachaly: Heterogene Hydrierung organischer Halogenverbindungen durch trägerfixierte Organozinnhydride, Angewandte Chemie Volume 93, Issue 12, S. 1092–1093, Dezember 1981, doi:10.1002/ange.19810931225

## Gastprofessuren
- 1988 Gastprofessor an der Zhejiang-Universität, Hangzhou, China
- 1992 Lady Davies Professor an der Hebrew University of Jerusalem, Israel
- 1996 Gastprofessor an der Monash University, Clayton, Victoria, Australien
- 1997/8 Forchheimer Visiting Professor an der Hebrew University of Jerusalem, Israel
- 1998 Gastprofessor an der Zhejiang University, Hangzhou, China
- 2000/1 Gastprofessor an der Hebrew University of Jerusalem, Israel
- 2004 Gastprofessor an der Monash University, Clayton, Victoria, Australien
- 2008 Gastprofessor an der Fudan-Universität, Shanghai, China

## Preise (Auswahl)
- 2003 Lecoq de Boisbaudran Award der European Rare Earth and Actinide Society
- 2004 Terrae Rarae Award der Treibacher Industrie GmbH Österreich
- 2006 Karcher Medal of the University of Oklahoma, Norman, USA